# NRW1

Stilisierte Logovariante

NRW1 war der erste private landesweit in Nordrhein-Westfalen über UKW und DAB+ empfangbare Hörfunksender mit Sitz in Köln. Die Dominanz des öffentlich-rechtlichen WDR ist im Sendegebiet recht groß und neben den Hochschulradios ist für Privatsender nur eine jeweilige lokale Sendelizenz durch die Landesanstalt für Medien Nordrhein-Westfalen auf UKW vergeben. Ein landesweites Privatradio auf UKW – wie in anderen Bundesländern – gab es in Nordrhein-Westfalen bis zur Entstehung von NRW1 im Jahr 2022 nicht. Die sukzessive Inbetriebnahme der 27 UKW-Sendeanlagen erfolgte seit 1. August 2022. Das reguläre Programm startete am 4. Oktober 2022 um 6 Uhr. Seit dem 31. Oktober 2022 um 12 Uhr sendete NRW1 auch landesweit über DAB+.
Da sich das Programm in den ersten drei Jahren nicht wie gewünscht mit Einzelausweisung in der Media-Analyse am Radiomarkt etablieren konnte, entschieden die Gesellschafter, NRW1 in bigFM NRW umzubenennen und das Programmkonzept sowie das Musikformat der Marke bigFM zu übernehmen. Die zuständige Landesanstalt für Medien NRW stimmte in der Sitzung vom 11. Juli 2025 dem Vorhaben unter der Voraussetzung zu, dass die redaktionelle Eigenständigkeit gewahrt bleibe.
Am 8. August 2025 stellte NRW1 gegen 20 Uhr den Sendebetrieb ein und wurde durch bigFM NRW ersetzt.

## Programm
NRW1 verstand sich als Vollprogramm, das sich insbesondere an die Zielgruppe der 20- bis 39-Jährigen richtete. Dabei sollte ein „breites Themenspektrum aus den Bereichen Information, Bildung, Beratung und Unterhaltung“ abgedeckt werden. Bezüglich der Musikauswahl setzte NRW1 auf eine Mischung aus den Bereichen Pop, Dance und Charts. Als Station-Voice wurde der Webvideo-Produzent Alexander Böhm eingesetzt.
Die NRW1-Morningshow mit Moderator Johan Kurzenberg startete im ersten Quartal 2023.

## Gesellschafter
Die Landesanstalt für Medien NRW schrieb im April 2021 eine landesweite UKW-Kette mit 27 Frequenzen aus. Anfang Januar 2022 einigten sich die elf in der Ausschreibung verbliebenen Bewerber auf einen gemeinsamen Antrag, der dann auch den Zuschlag bekam.
Der Sender wurde von der NRW Audio GmbH & Co. KG veranstaltet. Die Inhaber mit den meisten Anteilen waren die Antenne NRW GmbH & Co. KG (36,09 %), eine 100-prozentige Tochtergesellschaft der Antenne Bayern GmbH & Co. KG aus Ismaning, die ffnrw GmbH (18,01 %), die Radio NRW GmbH (14,15 %) aus Oberhausen, welche unter anderem das Mantelprogramm für die NRW-Lokalradios produziert, sowie die Radio 21 GmbH & Co. KG (12,3 %).
Weitere Inhaber waren Rock Antenne (8,66 %), Radio Teddy (3,61 %), Metropol FM (3,52 %), Studio Gong (2,71 %) und Die Neue Welle Rundfunk-Verwaltungsgesellschaft mbH & Co. KG (0,95 %) mit Sitz in Nürnberg.

## Analoge Frequenzen
Der Betrieb des landesweiten UKW-Sendernetzes erfolgte durch den Düsseldorfer Anbieter Uplink Network an folgenden Standorten. Jedoch war der flächendeckende UKW-Empfang von NRW1 aus Mangel an freien, reichweitenstarken Frequenzen bisher nicht gegeben.
- Attendorn 107,8 MHz
- Bad Berleburg Aue 93,1 MHz
- Bielefeld 103,0 MHz
- Bochum 89,3 MHz
- Bottrop 101,9 MHz
- Dorsten 97,0 MHz
- Dortmund 106,0 MHz
- Dülmen 92,5 MHz
- Düsseldorf (Herzogstr.) 92,6 MHz
- Düsseldorf 105,7 MHz
- Erkelenz 98,3 MHz
- Essen 88,3 MHz
- Geilenkirchen 87,8 MHz
- Hattingen 107,2 MHz
- Herdecke 89,4 MHz
- Kalkar Grieth 106,1 MHz
- Köln 89,9 MHz
- Lennestadt 98,9 MHz
- Mönchengladbach 93,3 MHz
- Neuss-Dormagen 92,3 MHz
- Oberhausen 93,7 MHz
- Olpe 89,0 MHz
- Pulheim 92,0 MHz
- Rheinberg 105,1 MHz
- Schwalmtal 91,3 MHz
- Viersen 106,0 MHz